# Yoshihiro Uchimura
Yoshihiro Uchimura (内村 圭宏?, Uchimura Yoshihiro; Ōita, 24 agosto 1984) è un ex calciatore giapponese, di ruolo attaccante.